# Тайны эхосферы
«Тайны эхосферы» (швед. Ur Varselklotet, англ. Tales from the Loop)  — настольная ролевая игра в жанре научной фантастики, созданная и опубликованная шведской компанией Fria Ligan. Основой для игрового мира послужили графические работы и иллюстрированные романы Саймона Столенхага. В качестве системы правил используется Year Zero Engine, на которой построены и другие игры Fria Ligan: «Мутанты. Точка отсчёта» и «Кориолис».
Издание игры стало возможным благодаря краудфандинговой кампании на площадке Kickstarter. При заявленной цели в 100 тыс. шведских крон игра собрала 3,75 миллиона (приблизительно 400 тыс. долларов).

## Игровой мир
Действие игры разворачивается в альтернативных 80-х годах XX столетия. Благодаря нескольким фундаментальным научным открытиям технический прогресс последних десятилетий в этом мире шёл иным путём.
Расхождения начинаются с 50-х годов, когда советские учёные открывают магнетринный эффект. Эта технология позволяет взаимодействовать с магнитным полем земли, создавая эффект антигравитации. Примерно в то же время в Неваде запускается первый ускоритель частиц. Десять лет спустя второй строят в Швеции. Тем временем Япония совершает прорыв в области разработок «самобалансирующихся автономных машин» — или просто роботов.
К концу 80-х эти технологии уже перестали быть прерогативой учёных и военных и стали частью повседневной жизни. Для героев игры гаусс-поезда, суда на магнетринной подушке и автономные шагоходы — вещи вполне обыденные.
Местом действия игры на выбор ведущего игры становится либо город Боулдер-Сити в Неваде, либо (по изначальной задумке авторов) несколько островов шведского озера Меларен. Именно там, согласно предыстории игры, были построены огромные ускорители частиц. Благодаря им стали возможными невероятные технические изобретения, но вместе с тем они стали источником аномалий и пространственно-временных разрывов.

## Герои игры
Игроки берут на себя роли детей и подростков, которые живут в небольшом городке рядом с одним из ускорителей частиц. Из-за этого соседства город страдает от различных аномалий или последствий правительственных экспериментов. Именно их расследованием и занимаются главные герои.
Чтобы игра лучше соответствовала жанровым тропам подростковой фантастики, при создании персонажей участники выбирают типаж каждого из них:
- Деревенщина
- Книжный червь
- Король или королева класса
- Гик
- Рокер
- Хулиган
- Чудик

## Принципы игры
Tales from the Loop — это истории о детях, которые растут бок о бок с фантастическими технологиями. В качестве ключевых стилистических ориентиров авторы указывают фильмы «Инопланетянин», «Балбесы», а также сериал «Очень странные дела». Каждая игровая встреча строится вокруг странного события или фантастического явления, которое угрожает привычной жизни героев. Вместе они должны расследовать его причины и решить проблему.
В тексте правил выделено шесть основных принципов, на которые стоит ориентироваться участникам игры.
1. Ваш город полон странных и фантастических вещей.
2. Повседневная жизнь скучна и неумолима.
3. Полагаться на взрослых бесполезно.
4. Приключения героев полны опасностей, но дети не умирают.
5. События развиваются от сцены к сцене.
6. Игровой мир описывается совместными усилиями игрока и ведущего

## Награды и премии
В 2017 году Tales from the Loop получила пять золотых наград ENnie Awards: продукт года, лучшая игра, лучший игровой мир, лучший текст, лучшее оформление.
В том же году Tales from the Loop получила награду Golden Geek Award в номинации «Настольная ролевая игра года».

## Отзывы и критика
- Блог Shut up & Sit Down высоко оценил игру за оригинальный мир, простые правила, позволяющие быстро начать игру, и изящное сочетание научной фантастики и повседневной жизни героев. Тем не менее, автор отметил пренебрежительное отношение к некоторым типажам персонажей — в частности, к «деревенщине» и «чудику».[4]
- Портал Geek & Sundry назвал Tales from the Loop лучшей настольной ролевой игрой 2017 года и высоко оценил оформление книги и простые правила игры.[5]
- Блог The Alexandrian также отметил оформление, но критически отозвался о правилах игры, назвав опыт, который они дарят участникам, «заурядным».[6]
- Блог «Запертая комната» похвалил Tales from the Loop за умелую игру на ностальгии, понятное изложение правил и руководство по созданию детективных сценариев. К отрицательным сторонам игры автор отнёс линейное развитие персонажей и отсутствие материалов, помогающих создавать длинные игровые кампании.[7]

## Интересные факты
- Переводом Tales from the Loop на русский язык занимается издательство «Студия 101». Игра получила название «Тайны эхосферы», что отсылает к шведской версии её заглавия — Ur Varselklotet (швед. «Из эхосферы»).

- У Tales from the Loop есть игра-продолжение Things from the Flood. Её события разворачиваются в том же мире, но действие смещено к 90-м годам XX столетия[8].

- В 2022 году по мотивам НРИ Tales from the Loop вышла одноимённая кооперативная настольная игра[9].

- Работы Саймона Столенхага стали основой не только для игр, но и для телевизионного сериала. Компания Amazon запустила фантастический сериал Tales from the Loop на стриминговом сервисе Amazon Prime Video[10].